# 周立齐
周立齐（1984年12月27日—），绰号阿三，壮族，广西南宁人，户籍现在兴宁区，中国盗窃惯犯，曾四度入獄，在第二次被捕時犯罪后的媒体采访视频中因「打工是不可能打工的，這輩子不可能打工」等語錄而在网络上爆红，也因形似古巴革命核心人物切·格瓦拉，被网友称为“窃·格瓦拉”。

## 生平
2007年6月4日因犯盗窃罪被判有期徒刑九个月，2007年12月24日刑满释放。2012年，他伙同他人在南宁盗窃电动自行车后被警方逮捕。其在接受当地电视台采访时不知悔改，言称“这里个个都是人才，说话又好听”、“打工是不可能打工的，这辈子都不可能打工的”。2012年10月10日因犯盗窃罪被判有期徒刑一年六个月，2013年12月5日刑满释放；2015年1月23日因犯盗窃罪被判有期徒刑八个月，2015年6月16日刑满释放。
2016年9月19日因犯抢劫罪、盗窃罪，判有期徒刑四年六个月，与此同时，2012年的采访视频突然被广泛传播，因其发型、胡须等形似古巴革命领导人切·格瓦拉，被网友戏称为“窃·格瓦拉”。又因其“打工是不可能打工的，这辈子不可能打工”等言论，被奉为贴吧“戒赌吧” 的“精神领袖”，在AcFun、Bilibili等网站也被众多网友制作成鬼畜视频，成为網絡紅人。
2020年4月18日刑滿釋放，出狱当日有其亲属及数十家传媒公司派人在柳州监狱门口等候，多家公司宣称开出数百万甚至1500万人民币报酬邀其签约直播。之后一些消息被调查为乃炒作宣传，而四川某影视公司因炒作欲出价1500万元人民币与之签约遭政府部门约谈，该公司CEO向公众致歉。
2020年4月，出狱后的周立齐在接受记者采访时表示，其拒绝了邀其直播的公司，称自己向往自由，不想被打工所约束，不能够言而无信，还表示将来想在家务农、陪陪父母，过平平淡淡的生活，改过自新。2020年6月2日，周立齐首次公开视频致歉，为自己以前的行为道歉，对于网上有人骂他或是学他的声音，周立齐表示希望年轻人不要学他，自己就想做一个普通人，养鸡养鸭，孝顺父母。
2020年11月11日，周立齐出任广西飞驴电动车科技有限公司联合创始人。2021年11月，周立齐在广西南宁开了一家名为“周某烤吧”的烧烤店，12月又开了一家“周某电动车超市”。2022年7月，网传周立齐的烧烤店正在“低价转让”。7月20日晚，该店工作人员向《潇湘晨报》记者证实了这一消息。

## 影响
2018年春，南宁市棕榈湾小区曾将窃·格瓦拉的头像用于小区防盗宣传，并配上“此处停车=走路回家”的字样。